# Universidad de Arizona

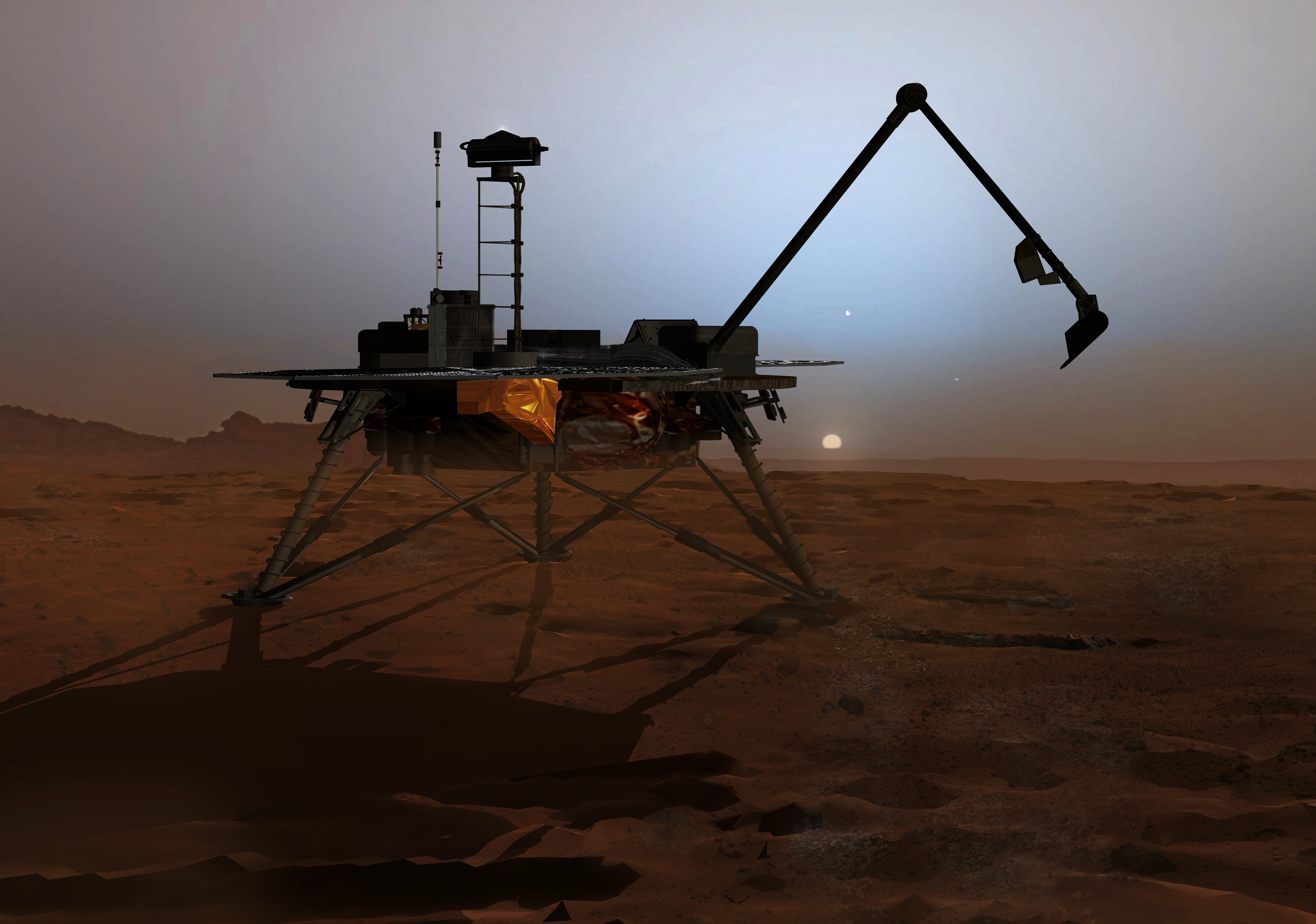
Misión "Phoenix". Nave de la NASA en Marte, controlada desde la Universidad de Arizona.

La Universidad de Arizona (en idioma inglés University of Arizona) es una reconocida institución de educación superior de los Estados Unidos que se encuentra situada en Tucson, Arizona. La Universidad fue fundada en 1885 y en 2006 contaba con 36,000 estudiantes.
Dentro de sus programas académicos más importantes, destacan los de ciencias ópticas, astronomía y astrofísica. Es una de las universidades que ha recibido la distinción de la NASA para participar en su programa de exploración espacial. En el marco de este programa, en el 2008, la universidad actuó como institución principal y sede del centro de control de la Misión Phoenix que exitosamente llevó a cabo una exploración remota en uno de los polos del planeta Marte para comprobar la existencia de agua.
La Universidad de Arizona es igualmente reconocida por contar con uno de los mejores programas académicos en los Estados Unidos en las áreas de hidrología, hidrogeología, filosofía y antropología, entre otros.
La Universidad de Arizona tiene un rico historial de presencia y colaboración en América Latina a través de su Centro de Estudios Latinoamericanos y otras unidades académicas de la universidad.

## Campus

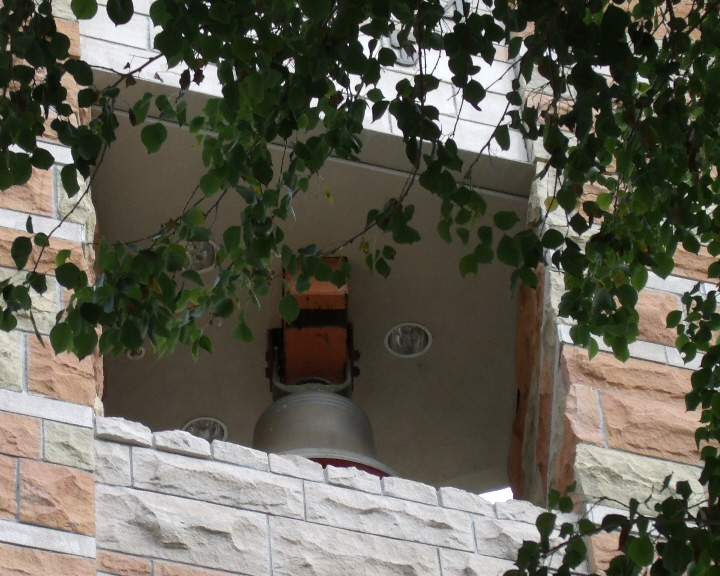
La Campana rescatada del USS Arizona.

El campus principal de la Universidad de Arizona ocupa una superficie de 380 acres en la parte central de la ciudad de Tucson y a escasos 80 km de México. Hay 179 edificios en la Universidad, la mayoría caracterizados por el uso de ladrillos rojos que armonizan con el medio ambiente del desierto

## Deportes

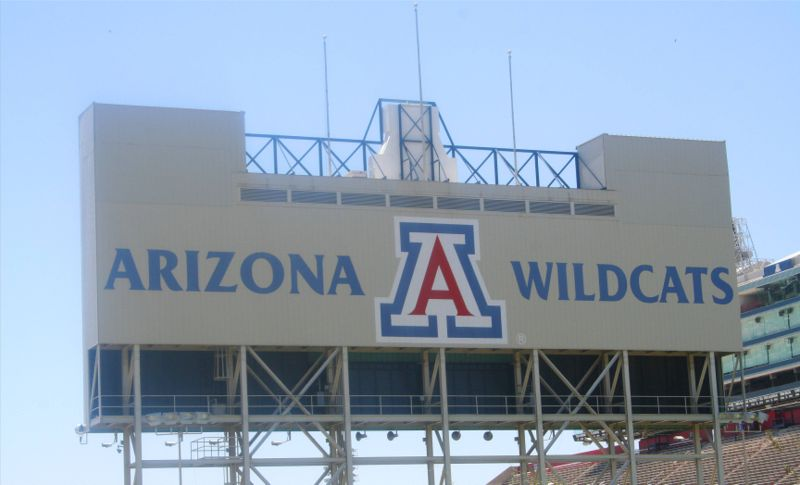
Estadio de fútbol de UofA.

Sus equipos deportivos se conocen como los Arizona Wildcats (gatos monteses).

## Organización

### Regentes
La Universidad de Arizona, al igual que sus instituciones hermanas (Universidad Estatal de Arizona y Universidad del Norte de Arizona) esta gobernada por la Junta de Regentes de Arizona (Arizona Board of Regents). Los doce regentes de la universidad, de los cuales ocho son miembros de la comunidad, son nombrados por el gobernador del Estado de Arizona para un periodo de 8 años. El resto son dos estudiantes que fungen como regentes durante dos años. Finalmente el gobernador del Estado y el Superintendente de Educación Pública son parte de la Junta de Regentes como miembros con voto ex officio.

### Administración
El actual Presidente (o Rector) de la Universidad de Arizona (19.º en la historia de la Universidad) es Robert N. Shelton, cuya gestión comenzó en 2006. Le precedió Peter Likins.

## Oferta académica

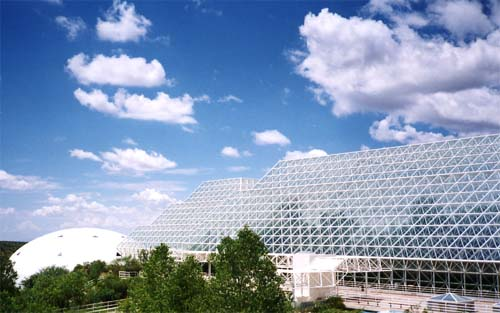
Centro Biosphere 2.

La Universidad de Arizona ofrece 334 programas de estudio en cuatro niveles: bachelor's (grado, másteres (maestría), doctoral (doctorado), y "first professional" (profesiones).
Los departamentos académicos están organizados en facultades y escuelas.

## Rankings
Con un presupuesto anual cercano a los mil millones de dólares, la Universidad de Arizona está considerada como la 13.ª. más importante en cuanto a investigación dentro de las universidades públicas de Estados Unidos (clasificación de la National Science Foundation) y la 74.ª. a nivel mundial de acuerdo con la clasificación del Ranking Mundial de Universidades (ARWI).
En un reciente estudio publicado en el 2007 en The Washington Monthly, la Universidad de Arizona fue ubicada como la número 25 en EUA dentro de las universidades que mejor sirven a la sociedad. El estudio efectuado entre 242 universidades midió factores tales como movilidad social, investigación y servicio a la comunidad.
- Los programas de Contaduría, Emprendimiento, Administración de Sistemas de Información y Mercadotecnia dentro del Colegio "Eller" de Administración, se encuentran ubicados dentro de los 25 más importantes de los Estados Unidos de acuerdo con la publicación U.S. News & World Report. Esta misma publicación ha ubicado la Maestría en Sistemas de Información (MIS) de la UofA dentro de los 5 más importantes a nivel nacional de manera consistente desde que se empezó a publicar este ranking.[8] Es uno de los tres programas de su tipo a nivel nacional que ha tenido esta distinción.
- La Maestría en Administración (MBA) del Colegio "Eller" de Administración ha estado ubicada dentro de las 50 más importantes a nivel nacional durante 11 años consecutivos, de acuerdo con U.S. News & World Report. Por otra parte, en 2005 La Revista de Negocios Forbes clasificó este mismo programa académico como el número 33 a nivel nacional en cuanto al mejor retorno sobre la inversión. Por su parte, en 2005 el periódico Wall Street Journal ubicó el MBA de la Universidad de Arizona como el 24 más importante a nivel nacional en su ranking interactivo.[9]
- Del total de 30 programas de posgrado acreditados a nivel nacional en el área de "Arquitectura del Paisaje", la Universidad de Arizona está ubicada como la número 1 en la región occidental de los Estados Unidos.[10] Asimismo, en el año 2008 la licenciatura en Arquitectura fue ubicada como el programa número 12 a nivel nacional.
- La carrera de Derecho que se ofrece en el Colegio "James E. Rogers" fue ubicada en el nivel 38 a nivel nacional en 2009 por la revista U.S. News & World Report.[11]
- De acuerdo con la Academia Nacional de las Ciencias de los Estados Unidos (National Academy of Sciences), el programa de posgrado en Ecología y Biología Evolucionaria se ofrece en uno de los departamentos de investigación de esa especialidad a nivel nacional.
- El Departamento de Ingeniería Industrial y de Sistemas está ubicado en el nivel 18 dentro de las Mejores Escuelas de Posgrado de los Estados Unidos (2006) de la revista US News and World Report.
- El programa de Química Analítica de la UofA está ubicado como el 4.º a nivel nacional por US News and World Report (2006).[9]
- El programa de Geociencias se ubicó como el 7.º a nivel nacional por US News and World Report (2006).[9]
- El programa de doctorado en Farmacia se ubicó en 2005 como el 4.º a nivel nacional por US News and World Report.[9]
- El programa de Fotografía está considerado como el número 9 a nivel nacional, también por US News and World Report (2008).
- La Maestría en Bellas Artes con énfasis en Escritura Creativa ha sido ubicado consistentemente por US News and World Report dentro de los 10 más importantes a nivel nacional.
- En los rankings de departamentos de Filosofía realizados por la publicación Philosophical Gourmet el programa de la Universidad de Arizona se ubica como el 13.º a nivel nacional, en tanto que el programa de Filosofía Política es clasificado en el mismo reporte como el número 1 en el mundo de habla inglesa.
- Muchos programas en el Colegio de Agricultura y Ciencias de la Vida ha sido ubicados dentro de los 10 más importantes a nivel nacional de acuerdo con el Índice de Productividad Académica: Ciencias Agrícolas—N.º 1, Agronomía y Ciencias de Granos—N.º 1, Entomología—N.º 2, Botánica y Biología de las Plantas—N.º 4, Nutrición—N.º 10.

### Otros rankings
- Academic Ranking of World Universities (Shanghai Jiao Tong University, China): 77.º a nivel mundial (2008).
- Webometrics Ranking of World Universities (Cybermetrics Lab, National Research Council of Spain): 18.º a nivel mundial 2008).
- The G-Factor International University Ranking (Peter Hirst): 15.º. (2006).
- Professional Ranking of World Universities (École nationale supérieure des mines de Paris, France): 35.º. (2008).
- Performance Ranking of Scientific Papers for World Universities (Higher Education Evaluation and Accreditation Council of Taiwan): 37.º. (2008).
- Global University Ranking by Wuhan University (Wuhan University, China): 43.º. (2007).